# Liste der Landeswasserstraßen in Hamburg
Die Liste der Landeswasserstraßen nennt alle Wasserstraßen, deren Last das Bundesland zu tragen hat. Grundlage ist in der Regel das jeweilige Landeswassergesetz. Ergänzend gilt die Verordnung über den Verkehr im Hamburger Hafen und auf anderen Gewässern (Hafenverkehrsordnung).

## Strecken
| Wasserstraße                                   | Gewässer | von                                                                   | bis  | Beschränkungen |
| ---------------------------------------------- | --- | --------------------------------------------------------------------- | ---- | -------------- |
| Alster und ihre Kanäle (Fleete)                | Alster abwärts der Fuhlsbüttler Schleuse, Außenalster, Binnenalster, Kleine Alster, Alsterfleet, Bleichenfleet, Herrengrabenfleet, Neuenwallfleet, Mönkedammfleet, Nikolaifleet, Mundsburger Kanal mit Kuhmühlenteich, Eilbekkanal bis zur Maxstraße, Uhlenhorster Kanal mit Feenteich, Langer Zug, Osterbekkanal bis zur Elsässer Straße, Barmbeker Stichkanal, Goldbekkanal, Stadtparksee, Mühlenkampkanal, Rondeelkanal, Rondeelteich, Leinpfadkanal, Inselkanal, Skagerrakkanal, Brabandkanal, Isebekkanal von der Alster bis zur Mansteinstraßenbrücke. |                                                                       |      |                |
| Bille und ihre Kanäle                          | Bille von der Einmündung der Glinder Au bis zum Oberhafenkanal, Billekanal, Bullenhuser Kanal, Tiefstackkanal, Billbrookkanal, Billhorner Kanal, Mittelkanal, Schleusenkanal, Südkanal, Sonninkanal, Hochwasserbassin, Rückerskanal |                                                                       |      |                |
| (Bezirk Bergedorf)                             | Schleusengraben und Neuer Schleusengraben |                                                                       |      |                |
| Elbe (soweit nicht bereits Bundeswasserstraße) | einschließlich Norderelbe, Süderelbe, Köhlbrand, Reiherstieg |                                                                       |      |                |
| Este (soweit nicht bereits Bundeswasserstraße) | |                                                                       |      |                |
| Dove Elbe (Bezirk Bergedorf, Hafenamt Ost)     | | ab Hausdeichbrücke oberhalb der Blauen Brücke im Stadtteil Neuengamme | Elbe |                |
| Hafengruppe (Bergedorf, Hafenamt Ost)          | Hafen Oortkaten und Hafen Zollenspieker |                                                                       |      |                |
| Hafengruppe (Billbrook, Hafenamt Ost)          | Billwerder Bucht, Alte Dove Elbe, Moorfleeter Kanal, Tidekanal und Industriekanal |                                                                       |      |                |
| Hafengruppe (Hafen City)                       | Oberhafenkanal, Billhafen, Haken, Oberhafen, Zollkanal, Binnenhafen, Niederhafen und Brandenburger Hafen |                                                                       |      |                |
| Hafengruppe (Hafen City)                       | Baakenhafen |                                                                       |      |                |
| Hafengruppe (Hafen City)                       | Magdeburger Hafen, Ericusgraben, Brooktorhafen, Wandrahmsfleet, Holländischbrookfleet, St. Annenfleet, Kleines Fleet, Brooksfleet und Kehrwiederfleet |                                                                       |      |                |
| Hafengruppe (Hafen City)                       | Grasbrookhafen |                                                                       |      |                |
| Hafengruppe (Hafen City)                       | Sandtorhafen |                                                                       |      |                |
| Hafengruppe (Bezirk Altona)                    | Fischereihafen |                                                                       |      |                |
| Hafengruppe (Veddel, Hafenamt Ost)             | Müggenburger Kanal, Hovekanal, Moorkanal, Peutekanal, Peutehafen, Marktkanal, Müggenburger Zollhafen und Müggenburger Durchfahrt |                                                                       |      |                |
| Hafengruppe (Kleiner Grasbrook)                | Spreehafen, Veddelkanal und Klütjenfelder Hafen |                                                                       |      |                |
| Hafengruppe (Kleiner Grasbrook)                | Saalehafen und Moldauhafen |                                                                       |      |                |
| Hafengruppe (Kleiner Grasbrook)                | Segelschiffhafen, Hansahafen und Südwesthafen |                                                                       |      |                |
| Hafengruppe (Kleiner Grasbrook)                | Steinwerder Hafen und Querkanal |                                                                       |      |                |
| Hafengruppe (Wilhelmsburg)                     | Ernst-August-Kanal, Aßmannkanal, Rathauswettern zwischen Aßmannkanal und Anleger am See am Bürgerhaus Wilhelmsburg, Jaffe-Davids-Kanal, Wilhelmsburger Dove Elbe vom Schöpfwerk an der Kirchdorfer Straße im Stadtteil Wilhelmsburg bis zur Bahnunterführung |                                                                       |      |                |
| Hafengruppe (Wilhelmsburg)                     | Schluisgrovehafen |                                                                       |      |                |
| Hafengruppe (Steinwerder)                      | Steinwerder Kanal, Grevenhofkanal, Fährkanal, Norderloch |                                                                       |      |                |
| Hafengruppe (Steinwerder)                      | Travehafen und Roßkanal |                                                                       |      |                |
| Hafengruppe (Steinwerder)                      | Oderhafen, Ellerholzhafen, Roßhafen, Kaiser-Wilhelm-Hafen, Kuhwerder Hafen, Werfthafen (Bezirk Hamburg-Mitte) und Vorhafen |                                                                       |      |                |
| Hafengruppe (Steinwerder)                      | Kohlenschiffhafen |                                                                       |      |                |
| Hafengruppe (Neuland)                          | Diamantgraben, Sporthafen und Staatlicher Liegehafen |                                                                       |      |                |
| Hafengruppe (Harburg)                          | Vorhafen der Hafenschleuse Harburg, Verkehrshafen, westlicher Bahnhofskanal, Ziegelwiesenkanal, Lotsekanal, Holzhafen (Bezirk Harburg), Überwinterungshafen und Werfthafen (Bezirk Harburg), östlicher Bahnhofskanal, Alte Moorwettern westlich der Straßenbrücke Nartenstraße, Östliche Binnengraft |                                                                       |      |                |
| Hafengruppe (Heimfeld)                         | Seehafen 1, Seehafen 2, Seehafen 3, Seehafen 4 und Lauenbrucher Hafen |                                                                       |      |                |
| Hafengruppe (Altenwerder)                      | Sandauhafen |                                                                       |      |                |
| Hafengruppe (Wilhelmsburg)                     | Rethe, Kattwykhafen, Neuhöfer Hafen und Blumensandhafen |                                                                       |      |                |
| Hafengruppe (Waltershof)                       | Parkhafen, Petroleumhafen, Waltershofer Hafen und Rugenberger Hafen mit Schleusenvorhafen |                                                                       |      |                |
| Hafengruppe (Waltershof)                       | Köhlfleethafen |                                                                       |      |                |
| Hafengruppe (Waltershof)                       | Köhlfleet, Finkenwerder Vorhafen und Dradenauhafen |                                                                       |      |                |
| Hafengruppe (Finkenwerder)                     | Steendiekkanal, Rüschkanal |                                                                       |      |                |
| Hafengruppe (Wilhelmsburg)                     | Hafen Holstenkaten |                                                                       |      |                |
| Hafengruppe (Wilhelmsburg)                     | Veringkanal, Vorhafen (Reiherstieg), Äußerer Schmidtkanal |                                                                       |      |                |
| Hafengruppe (Wilhelmsburg)                     | Reiherstieg-Holzhafen, Reiherstieg-Schleusenfleet |                                                                       |      |                |
| Hafengruppe (Wilhelmsburg)                     | Hohe-Schaar-Hafen, Neuhöfer Kanal |                                                                       |      |                |